# Пшистань (Мазовецьке воєводство)
Пшистань (пол. Przystań) — село в Польщі, у гміні Ольшево-Борки Остроленцького повіту Мазовецького воєводства.
Населення — 98 осіб (2011).
У 1975-1998 роках село належало до Остроленцького воєводства.

## Демографія
Демографічна структура станом на 31 березня 2011 року:
|          | Загалом | Допрацездатний вік | Працездатний вік | Постпрацездатний вік |
| -------- | ------- | ------------------ | ---------------- | -------------------- |
| Чоловіки | 45      | 7                  | 31               | 7                    |
| Жінки    | 53      | 13                 | 28               | 12                   |
| Разом    | 98      | 20                 | 59               | 19                   |